# Кравцовізна
Кравцовізна (пол. Krawcowizna) — село в Польщі, у гміні Страхувка Воломінського повіту Мазовецького воєводства.
Населення — 248 осіб (2011).
У 1975-1998 роках село належало до Седлецького воєводства.

## Демографія
Демографічна структура станом на 31 березня 2011 року:
|          | Загалом | Допрацездатний вік | Працездатний вік | Постпрацездатний вік |
| -------- | ------- | ------------------ | ---------------- | -------------------- |
| Чоловіки | 139     | 19                 | 101              | 19                   |
| Жінки    | 109     | 24                 | 53               | 32                   |
| Разом    | 248     | 43                 | 154              | 51                   |